# Adam Adamandy Kochański

Processo de Kochansky para a retificação da circunferência

Adam Adamandy Kochański (Dobrzyń nad Wisłą, 5 de agosto de 1631 — Teplice, 17 de maio de 1700) foi um matemático, sacerdote jesuíta, engenheiro, físico e filósofo polaco. Em 1685 desenvolveu um processo de retificação da circunferência, utilizando régua e compasso.  O processo, que leva o seu sobrenome, apesar da limitação tecnológica do período, apresenta um pequeno erro, por falta, inferior a um décimo milésimo do raio.

## Biografia
Kochański começou sua educação em Toruń, e em 1652 entrou para a Companhia de Jesus em Vilnius. Estudou filosofia em Universidade de Vilnius (então chamada de Vilnius Academy). Passou a dar palestras sobre os temas em diversas universidades europeias: em Florença, Praga, Olomouc, Breslávia, Mogúncia e Wurzburgo. Em 1680, aceitou uma oferta de Jan III Sobieski, rei polonês, voltando para a Polônia e tomando as atividades como capelão do rei, matemático, relojoeiro, bibliotecário, e tutor do filho do rei, Jakub.
Kochański escreveu muitos artigos científicos, principalmente sobre matemática e mecânica, mas também de física, astronomia e filosofia. A mais conhecida de suas obras,Observationes Cyclometricae anuncio facilitandam Praxin accommodatae, é dedicada à quadratura do círculo, que foi publicada em 1685 na Acta Eruditorum.
Cooperou e correspondeu-se com muitos cientistas, estando Johannes Hevelius e Gottfried Leibniz entre eles. Ele era, aparentemente, o único dos poloneses contemporâneos a compreender o recém inventado cálculo. Como mecânico foi um famoso relojoeiro: Sugeriu a substituição do pêndulo do relógio e padronizou o número de "fugas" por "horas". 